# Jedwabne życie
Jedwabne życie (fr. Quatre étoiles) – francuski film komediowy z 2006 roku.

## Fabuła
Franssou, paryska nauczycielka angielskiego, niespodziewanie dziedziczy 50 tysięcy euro. Postanawia odmienić swoje nudne życie i wyjeżdża na Riwierę Francuską. W czterogwiazdkowym hotelu, w którym wynajmuje pokój, poznaje Stéphane'a, nieznajomego, który przygotowuje kolejny przyjazd Eltona Johna w to miejsce.

## Główne role
- Isabelle Carré – France "Franssou" Dumanoir
- José Garcia – Stéphane Lachesnaye
- François Cluzet – René
- Jean-Paul Bonnaire – Jacky Morestel
- Michel Vuillermoz – Marc
- Mar Sodupe – Christina
- Guilaine Londez – Marianne